# Сила народу (Грузія)
Сила народу (груз. ხალხის ძალა, латиніз.: khalkhis dzala) — грузинська проросійська партія, заснована депутатами парламенту Грузії Созаром Субарі, Міхеїлом Кавелашвілі та Дімітрієм Хундадзе після виходу з правлячої партії «Грузинська мрія».

## Історія
Партія заснована 2 серпня 2022 року. Засновники заявили, що вони залишаються згодними з «Грузинською мрією» щодо основних цінностей, але мають тактичні відмінності від «Грузинської мрії». За їхніми словами, головною метою партії «донести до громадськості більше правди, яка прихована за лаштунками грузинської політики».
Станом на жовтень 2022 року до руху приєдналися вже 9 депутатів, що позбавило «Грузинську мрію» парламентської більшості. Депутати «Сили народу» вирішили залишитися у правлячій більшості, підтримуючи уряд.
Партія «Сила народу» помітно критикує зовнішню політику Сполучених Штатів у Грузії. У низці публічних листів його члени ставили під сумнів американське фінансування Грузії, стверджуючи, що воно лише зміцнює американські інтереси в Грузії за рахунок державних інститутів і суверенітету Грузії. Рух звинувачував посольство США у втручанні у внутрішні справи країни та підриві грузинської судової системи. Рух звинуватив низку грузинських політичних партій (у тому числі найбільшу опозиційну партію «Єдиний національний рух») та неурядових організацій у тому, що вони є американськими агентами. Так, «Сила народу» звинувачує USAID у «нападі на суверенітет Грузії» та «спробі підпорядкувати грузинську судову систему іноземному контролю».

## Ідеологія
Рух виступає за обмеження іноземного фінансування неурядових організацій з метою обмеження іноземного впливу. Він претендує на захист суверенітету Грузії від зовнішніх впливів і був описаний як сувереністський.
На думку українського Інституту масової інформації, партія «Сила народу» є одним із рупорів російської пропаганди у Грузії.